# Крутченская Байгора
Крутченская Байгора́ (Крутчинская Байгора́) — крупное село в Усманском районе Липецкой области. Центр Крутче-Байгорского сельсовета.
Расположено на автодороге Р193. Стоит на обоих берегах реки Байгоры; бо́льшая часть — на правом берегу.

## История
Крутченская Байгора возникла в начале 1720-х годов. Первоселенцы — капитан Павел Садовников с 26 крепостными и дворовыми людьми. В начале 1750-х годов здесь поселились семь семей из села Крутец (ныне Крутчик Усманского района). Название — от реки Байгоры и жителей села Крутец.
На самом высоком месте в XVIII веке была построена деревянная церковь. В 1850 году на средства прихожан открыли кирпичную Церковь Троицы Живоначальной, которая сохранилась до наших дней.
1861— 1923 годы — центр Крутчинско-Байгорской  волости Усманского уезда Тамбовской губернии.
В 1930 году в Крутченской Байгоре были образованы колхозы имени Тельмана, имени 15-летия Октября, «Красный луч», «Вторая пятилетка». Организатором первого колхоза — «Красного луча» (с 1933 года — имени Вандышева) был коммунист Я.М. Вандышев, погибший 23 декабря 1932 года от рук кулаков; ему на сельском кладбище установлен обелиск. В 1962 году колхозы были объединены в сельхозартель им. М.И. Калинина.
В 1969 году открыли новое здание Крутче-Байгорской школы. На её территории в 1975 году установили обелиск воинам-крутчебайгорцам, погибшим в годы Великой Отечественной войны.

## Население
| 2010 | 2011 | 2012 | 2013 | 2014 | 2015 | 2016 |
| ---- | ---- | ---- | ---- | ---- | ---- | ---- |
| 728  | →728 | ↘712 | ↘682 | ↘655 | ↘634 | ↘627 |
| 2017 | 2018 | 2021 |      |      |      |      |
| ↘622 | ↗629 | ↘607 |      |      |      |      |

## Известные уроженцы
- Васильев, Михаил Павлович (артиллерист) — Герой Советского Союза.
- Орфеев, Серафим Дмитриевич — советский композитор, ректор Одесской консерватории.
- Макаров, Вячеслав Серафимович - государственный деятель, политик, депутат Санкт-Петербуржского ЗаКСа 2,3,4,5,6 созывов, Председатель ЗАКС Санкт-Петербурга 5 и 6 созывов, депутат Государственной Думы 8 созыва.

## Инфраструктура
- Церковь Троицы Живоначальной (Крутченская Байгора). Троицкая церковь;
- Детский сад МБДОУ Д/С "БУРАТИНО" с.Крутченская Байгора;
- Школа: Крутче-Байгорский филиал МБОУ СОШ с.Девица;
- Сельская амбулатория с дневным стационаром;
- МБУК «Досуговый центр» (в состав которого входит библиотека с книжным фондом – 11 153 книг);
- Почтовое отделение;
- Отделение Сбербанка.

## Улицы
В настоящее время на территории села Крутченская Байгора Усманского района Липецкой области имеется 15 улиц:
1. улица Афонишная;
2. улица Березняговская;
3. улица Колхозная;
4. улица Логовая;
5. улица Луговая;
6. улица Новая;
7. улица Полевая;
8. улица Прохладная;
9. улица Пятилетка 1-я;
10. улица Пятилетка 2-я;
11. улица Речная;
12. улица Свободная;
13. улица Солнечная;
14. улица Средняя;
15. улица Центральная.